# Kirkcaldy a Dysart
Kirkcaldy a Dysart (anglicky Kirkcaldy and Dysart) je skotská obec ve Spojeném království. Leží na severním břehu Forthské zátoky a zahrnuje města Kirkcaldy, Dysart a jejich okolí, takže má rozlohu přibližně 31 čtverečních kilometrů. Vznikla v roce 1901 sloučením obcí Kirkcaldy, Dysart a Abbotshall a části obce Kinghorn. Samotný Abbotshall přitom původně byl součástí obce Kirkcaldy a byl od ní oddělen v roce 1650.
Na jihu sousedí s Kinghornem a Auchtertoolem, na západě s Auchterderranem, na severu s Kinglassie, na severozápadě s Markinchem a východě s Wemyssem.
K roku 2011 měla bezmála padesát tisíc obyvatel.